# Castillo de Capilla
El Castillo de Capilla está en la localidad de Capilla que es un municipio español, perteneciente a la provincia de Badajoz (comunidad autónoma de Extremadura) ubicado sobre un risco. El castillo domina las llanuras del río Zújar, y se encuentra en el límite de las comarcas de La Siberia y La Serena, con características de ambas zonas. El castillo es la pieza de mayor importancia en la historia de Capilla y por eso figura en el escudo de la villa que, en lenguaje heráldico, es:

«Escudo partido y medio cortado. Primero, de azur estela de guerrero de oro. Segundo, de plata castillo de Capilla, de oro, terrazado de sable. Tercero, de plata, una banda de sable, puesta en orla brochante, sobre el todo, una cadena de oro de ocho eslabones. Al timbre, Corona Real cerrada.»

## Historia
Fue erigido por los musulmanes, y durante la ocupación de los mismos ya era un enclave estratégico en las comunicaciones entre Mérida, Sevilla, Córdoba, Almadén y Toledo. El pueblo de Capilla y su castillo fueron conquistados en 1226 por el rey Fernando III de Castilla y León, quien lo donó a la Orden del Temple en 1236, tras la conquista de Córdoba. Lo convirtieron en una encomienda hasta su desaparición en 1312, pasando a estar bajo los dominios de los Alcántara, en la persona del Maestre de Alcántara Gonzalo Pérez. El castillo de Capilla, leventado por los musulmanes, fue reedificado por los cristianos.
Este Castillo, junto con el cercano Castillo de Almorchón, que también había pertenecido a los caballeros templarios y por tanto pasó a pertenecer a la Orden de Alcántara, formaban un importante bastión en la zona donde esta orden se desenvolvía. A finales del siglo XIV, el Castillo de Capilla pasó a estar bajo la tutela real y algo más tarde bajo la jurisdicción de la ciudad de Toledo. A principios del siglo XV pasó a depender de la Casa de Béjar pues la compró el «camarero mayor del rey», don Diego López de Stúñiga, en el año 1382 por 280 000 maravedís. En los primeros años del siglo XVI pasó a formar parte del patrimonio de uno de sus descendientes, don Álvaro de Zúñiga, con la otorgación de Capilla y Burguillos.
En el año 1777, cuando falleció sin sucesor el XII duque de Béjar, Joaquín López de Zúñiga y Castro heredó estos castillos María Josefa de la Soledad Alfonso-Pimentel y Téllez-Girón, XII duquesa de Benavente, esposa de Pedro de Alcántara Téllez-Girón y Pacheco, IX duque de Osuna.

### Castellanización del apellido Zúñiga.
En la Edad Media se llamaron sus miembros indiferentemente Estunega, Estuniga, Astunica, Stunica, Estúñiga, Stúñiga. Álvaro de Zúñiga y Guzmán, I duque de Béjar y Plasencia, pariente mayor de la Casa de Stunica/Estúñiga, castellanizó el apellido en Zúñiga, después del pacto de reconciliación con la reina de Castilla y León Isabel I "la Católica", firmado el 10 de abril de 1476.

## El castillo
Las zonas del Castillo y del pueblo han sido lugares de asentamientos humanos desde tiempos remotos, como lo atestiguan la gran cantidad de pinturas rupestres que se encuentran en sus alrededores. Con los celtas se llamó Miróbriga Turdulorum y en la época de la dominación romana continuó siendo un poblado importante según indica el historiador, científico y naturalista romano Plinio que denominó la zona como insigne municipio.
El castillo está situado al oeste del pueblo, sobre un escarpado promontorio que domina el pueblo. Su forma es de polígono irregular ya que tiene que ir adaptándose al terreno. El acceso está al final de una empinada y larga cuesta en su flanco oeste. La fachada principal es un grueso y elevado muro flanqueado por dos torres cilíndricas en los extremos del muro y otra, de las mismas características, en el centro. Se conservan pues, los tres cubos cilíndricos que defienden la zona más vulnerable del castillo por estar en la zona de menor cota y, como se decía, el lugar adonde llega la larga rampa de acceso. El acceso por la puerta principal está defendido por una barbacana.

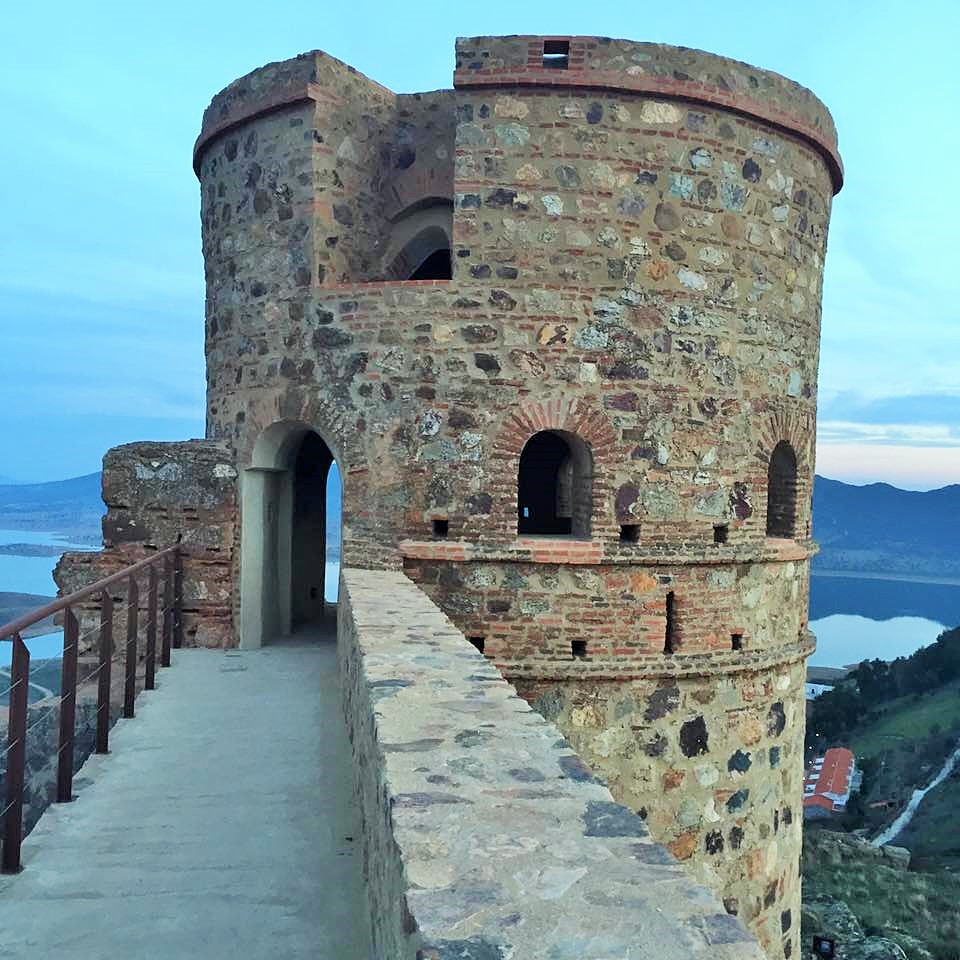
Torre del Homenaje del Castillo de Capilla, provincia de Badajoz.

El lado este es el más inaccesible ya que la roca del promontorio cae casi vertical y sobre ella se levanta un lienzo con saeteras. En esta zona hay restos de una torre en forma de cubo cilíndrico y otra de planta cuadrada que protege la poterna de ese lado. El interior está dividido en dos «patios de armas» paralelos, contiguos y a distinto nivel por razones naturales de la orografía del terreno. En el primero todavía se puede ver la boca de un aljibe excavado en la roca, la «escalera en recodo» —elemento eminentemente defensivo— por la que se llega a la puerta del segundo recinto y la poterna. En el segundo están los restos de un aljibe edificado sobre el terreno y restos de edificaciones para uso cotidiano de los habitantes del castillo.
Las torres cilíndricas cortan el paso del adarve, — pasillo estrecho situado sobre una muralla, protegido por un parapeto almenado, que permitía hacer la ronda a los centinelas y la situación de las fuerzas interiores — y en él, sobre la puerta de acceso quedan restos de lo que debió ser un matacán. Si las fuerzas atacantes pudieron entrar en el castillo, se disponía, y este lo tiene, de un parapeto hacia el interior de la fortaleza y formaban un pasillo las torres para poder hostiga a los que habían franqueado la entrada.
En este castillo se observa que, además del rigor en el aspecto defensivo propio como el de la localidad de Capilla, hay una delicadeza en ciertas partes de la construcción —que solo emplea mampostería y ladrillo— que denota la presencia de constructores mudéjares como son las verdugadas de ladrillo que dan consistencia a un muro o pared construidos con otro material, los recercos de ladrillo en saeteras y ventanas y el alfiz en ciertas puertas y ventanas del recinto.

## Conservación
Su estructura ha pervivido hasta la actualidad, aunque su estado está en ruinas.